# Edward Wotton
Edward Wotton (v německy psané literatuře známý také jako Eduard Wotton, 1492, Oxford – 5. října 1555, Londýn) jeden z nejstarších, velmi známých a významných anglických zoologů a entomologů. Lékař a světoznámý entomolog klasického období v Anglii. Pokládá se za průkopníka anglické, ale i světové entomologie.
Dr. Edward Wotton se narodil roku 1492 v Oxfordu. Zpočátku navštěvoval základní školu v Oxfordu, po skončení později pokračoval ve studiu na univerzitě v Oxfordu a v Padově, kde ukončil studium medicíny a farmacie. Později působí prakticky po celý svůj život jako lékař v Londýně.
Entomologii i zoologii se věnoval od mládí. Zabýval se hlavně motýly, ale i jinými skupinami hmyzu a živočichů. V mnoha svých názorech je zastáncem Aristotelových myšlenek a odmítá různé fantastické a legendární tvrzení a vrací se částečně k pozorování přírody.
Své faunistické údaje shrnul ve svých pracích: „De differentiis animalium libri decem“, která vyšla v roce 1552 v Paříži, ale i v jiných pracích, jako např. v světoznámé práci, která však vyšla až po jeho smrti a je souborným dílem čtyř významných autorů té doby. To vyšlo v roce 1634 pod názvem Insectorum sive minimorum animalium theatrum. Spolupracovali na ní i další světoznámí přírodovědci a entomologové, jako např. Konrad Gessner, Thomas Penny a Thomas Moffet.
Edward Wotton zemřel 5. října 1555 v Londýně.